# باناتسکی مونوشتور
باناتسکی مونوشتور (به صربی: Banatski Monoštor) یک روستا در صربستان است که در Čoka Municipality واقع شده‌است. باناتسکی مونوشتور ۱۳۵ نفر جمعیت دارد و ۸۲ متر بالاتر از سطح دریا واقع شده‌است.